# 呼吸管

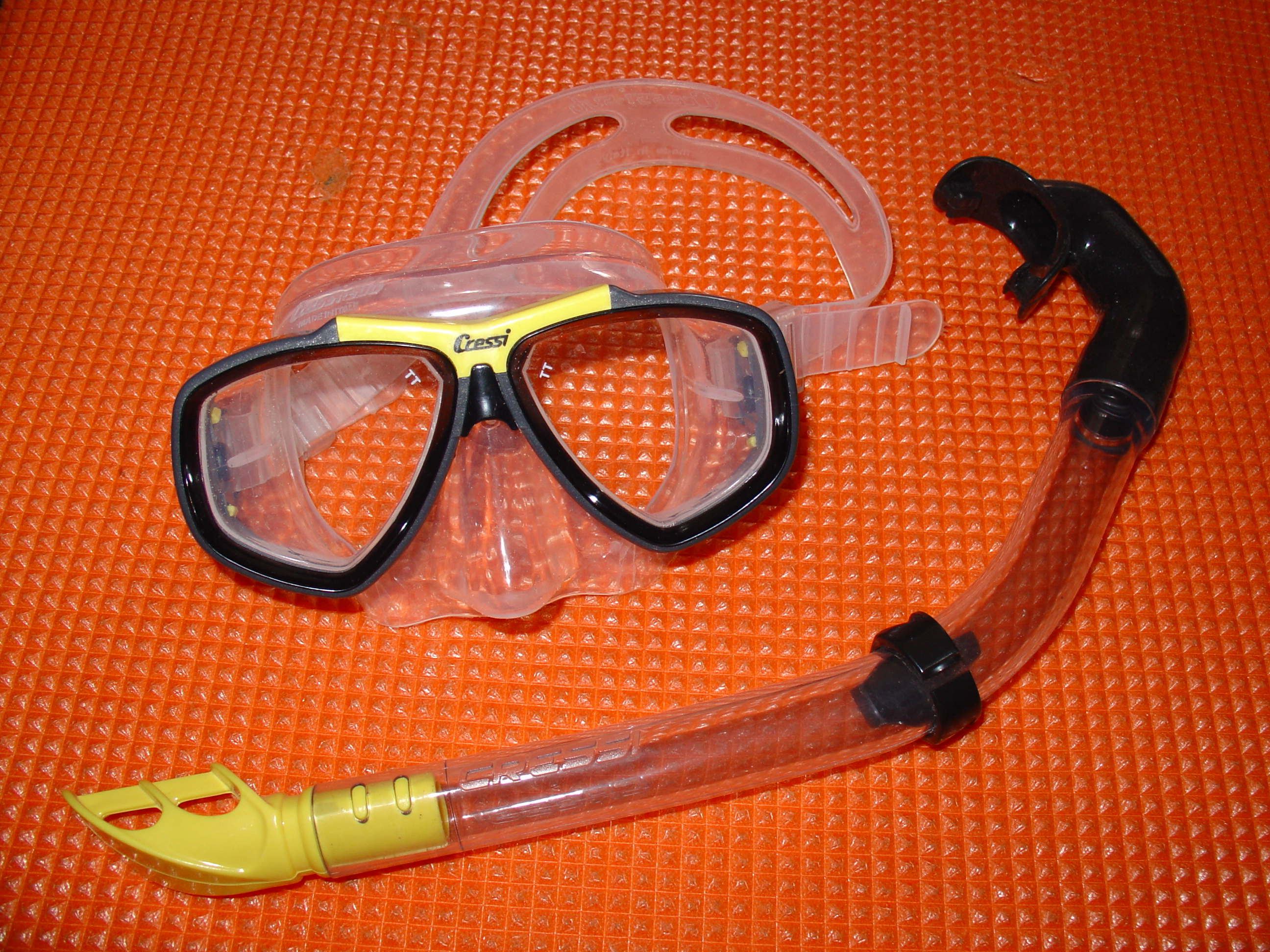
呼吸管及面鏡

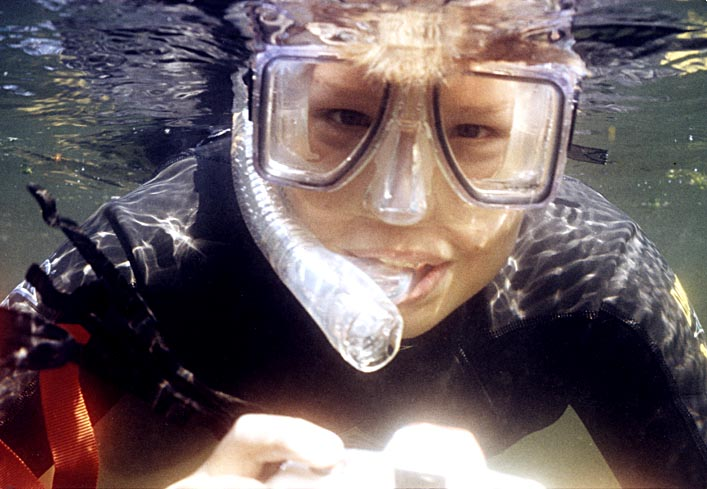
使用呼吸管的浮潛者

呼吸管是可讓浮潛者的臉留在水中仍可呼吸的裝備。一般的呼吸管設計是一端開口，另一端是有咬嘴的彎管。呼吸管的內徑為2厘米左右，長度約為30厘米。呼吸管不是愈長愈好用，當管長超過40厘米時，肺部並不能抵抗水壓有效吸氣，而且呼氣時的二氧化碳亦會留在管內，減低換氣的效率，可能造成血碳酸過多症。
呼吸管的英文snorkel一字本來是指二次大戰時，德國U-潛艇的通氣管。通氣管讓潛艇在潛航狀態下可以開動柴油機為電池組充電。

## 資料來源
1. ↑  . 潛水世界網站. 2010-02-02  [2011-01-16]. （原始内容存档于2010-11-29）.

## 外部連結
- 不同款式及功能的呼吸管 About.com網站（页面存档备份，存于） （英文）